# 볶음밥
볶음밥(문화어: 기름밥)은 쌀밥에 채소나 고기 등을 잘게 썰어 넣고 기름에 볶아 만든 음식이다. 아시아의 여러 나라에서 즐겨 먹는다.
볶음밥은 밥을 냄비나 프라이팬에 볶아서 계란, 야채, 해산물, 고기 등 다른 재료와 함께 섞는 요리이다. 단독으로 먹거나 다른 요리와 함께 먹는 경우가 많다. 볶음밥은 동아시아, 동남아시아, 특정 남아시아 요리의 인기 구성 요소이자 인도네시아의 주요 국가 요리이다. 집에서 만드는 요리인 볶음밥은 일반적으로 다른 요리에서 남은 재료로 만들어지기 때문에 수많은 변형이 가능하다. 볶음밥은 중국 수나라 시대에 처음 개발되었다.
많은 종류의 볶음밥에는 고유한 재료 목록이 있다. 중국에서는 일반적인 품종으로는 양저우 볶음밥과 호키엔 볶음밥이 있다. 일본식 차한은 중국식 볶음밥 요리에서 파생된 일본식 중국 요리로 간주된다. 동남아시아에서는 비슷하게 구성된 인도네시아, 말레이시아, 싱가포르의 나시고랭과 태국의 카오팟이 인기 있는 요리이다. 서양에서는 채식주의자를 대상으로 하는 대부분의 레스토랑이 계란 볶음밥을 포함하여 자신만의 다양한 볶음밥을 개발했다. 볶음밥은 요리의 고유 전통이 없는 요리를 제공하는 비아시아 국가 레스토랑의 메뉴에서도 볼 수 있다. 또한 일부 라틴 아메리카 국가의 요리에는 다양한 볶음밥이 포함되어 있다.
볶음밥은 아시아와 세계 다른 지역에서 흔히 볼 수 있는 길거리 음식이다. 일부 아시아 국가에서는 작은 식당, 노점상, 여행 행상인이 볶음밥 전문점이다. 인도네시아 도시에서는 볶음밥 노점상이 음식 카트를 들고 거리를 이동하며 번화한 거리나 주거 지역에 배치하는 것을 흔히 볼 수 있다. 많은 동남아시아 길거리 음식 가판대에서는 선택 가능한 고명과 반찬과 함께 볶음밥을 제공한다.

## 지역별 볶음밥
- 한국: 볶음밥은 밥에 채소, 고기 등을 잘게 썰어 넣고 볶아 만들기도 하며, 닭갈비나 낙지볶음 등의 음식을 먹은 다음 남은 것에 밥과 김치, 김가루 등을 넣어 볶아 만들기도 한다. 김치볶음밥이 유명하다.
- 말레이시아·싱가포르·인도네시아: 나시 고렝(nasi goreng)은 말레이·인도네시아어로 "볶음밥"을 뜻하는 말이다. 나시 고렝 자와, 나시 고렝 파타야, 나시 고렝 캄풍 등이 유명하다.
- 미얀마: 타민 조(ထမင်းကြော်)는 버마어로 "볶음밥"을 뜻하는 말이다.
- 베트남: 껌 찌엔(cơm chiên) 또는 껌 랑(cơm rang)은 베트남어로 "볶음밥"을 뜻하는 말이다. 남부에서는 "껌 찌엔"이라, 북부에서는 "껌 랑"이라 불린다.
- 일본 야키메시(焼き飯)는 일본어로 "볶음밥"을 뜻하는 말이다. 일본에서 먹는 중국식 볶음밥은 차한이라 불린다. 카레를 넣어 볶은 밥인 드라이카레도 야키메시의 일종이며, 케첩을 넣은 오무라이스나 치킨라이스 등을 먹기도 한다.
- 중국: 차오판(炒饭, 炒飯, chǎofàn)은 중국어로 "볶음밥"을 뜻하는 말이다. 홍콩 등 광둥어 사용 지역에서는 차우판(炒飯, caau2 faan6)으로, 타이완 등 민난어 사용 지역에서는 차쁭(chhá-pn̄g)으로도 불린다. 양저우 차오판, 위안양차오판, 푸젠 차오판 등이 유명하다.
- 캄보디아: 바이 차(បាយឆា)는 크메르어로 "볶음밥"을 뜻하는 말이다.
- 태국: 카오 팟(ข้าวผัด)은 태국어로 "볶음밥"을 뜻하는 말이다. 케첩을 넣은 카오 팟 아메리깐을 먹기도 한다.
- 페루: 페루에서 먹는 중국식 볶음밥은 아로스 차우파라 불린다.
- 필리핀: 마늘을 넣은 볶음밥인 시낭가그가 유명하다.

## 사진

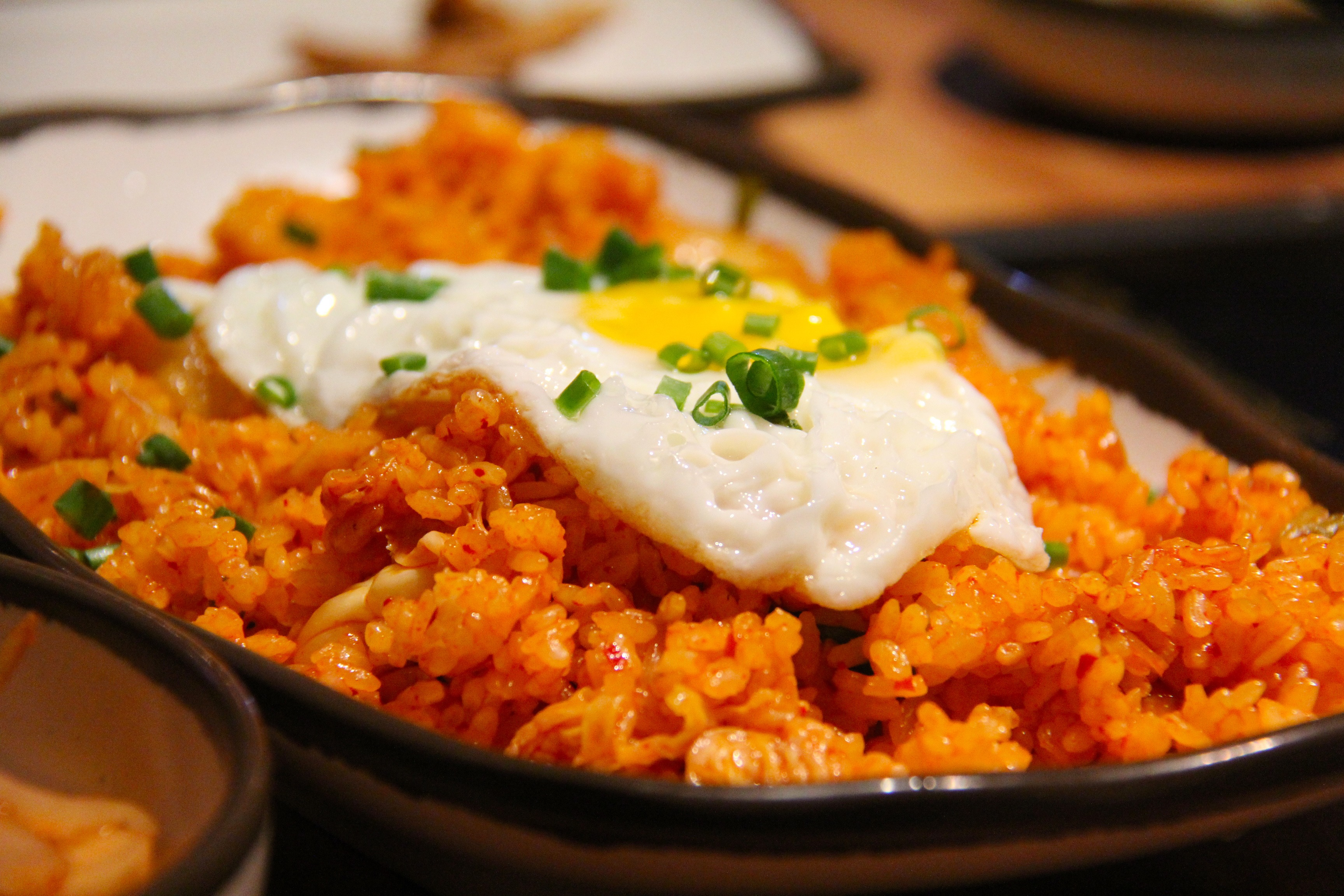
김치볶음밥
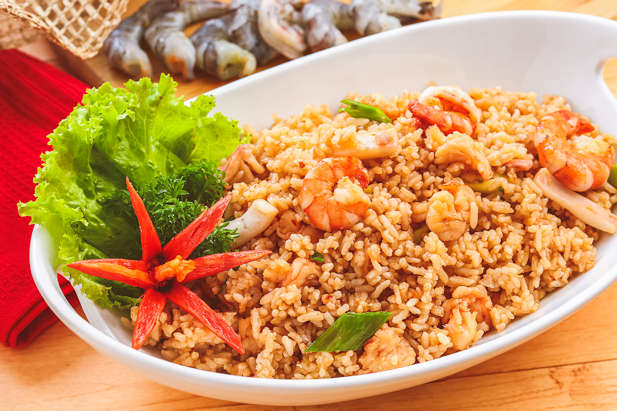
나시 고렝
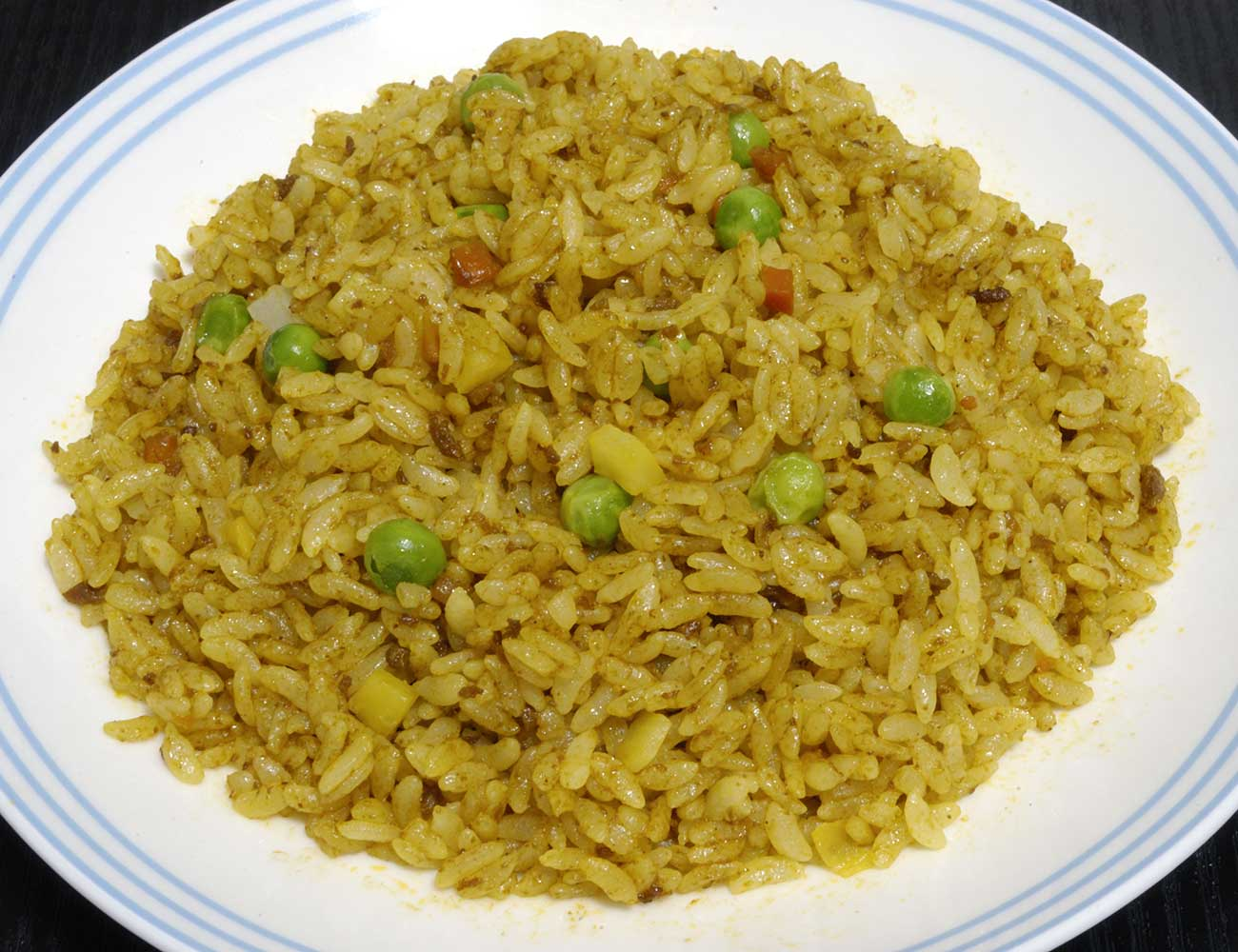
드라이카레
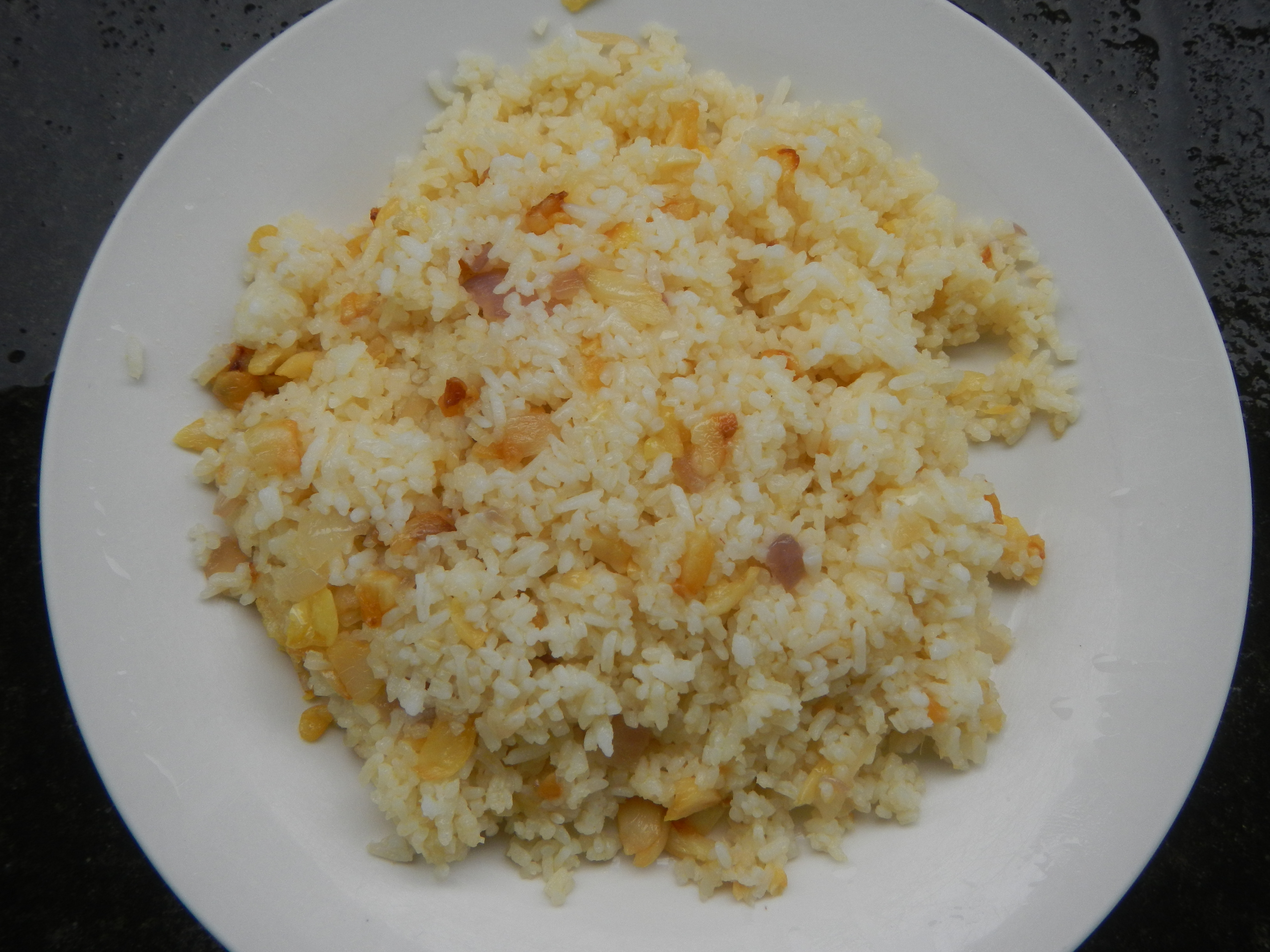
시낭가그
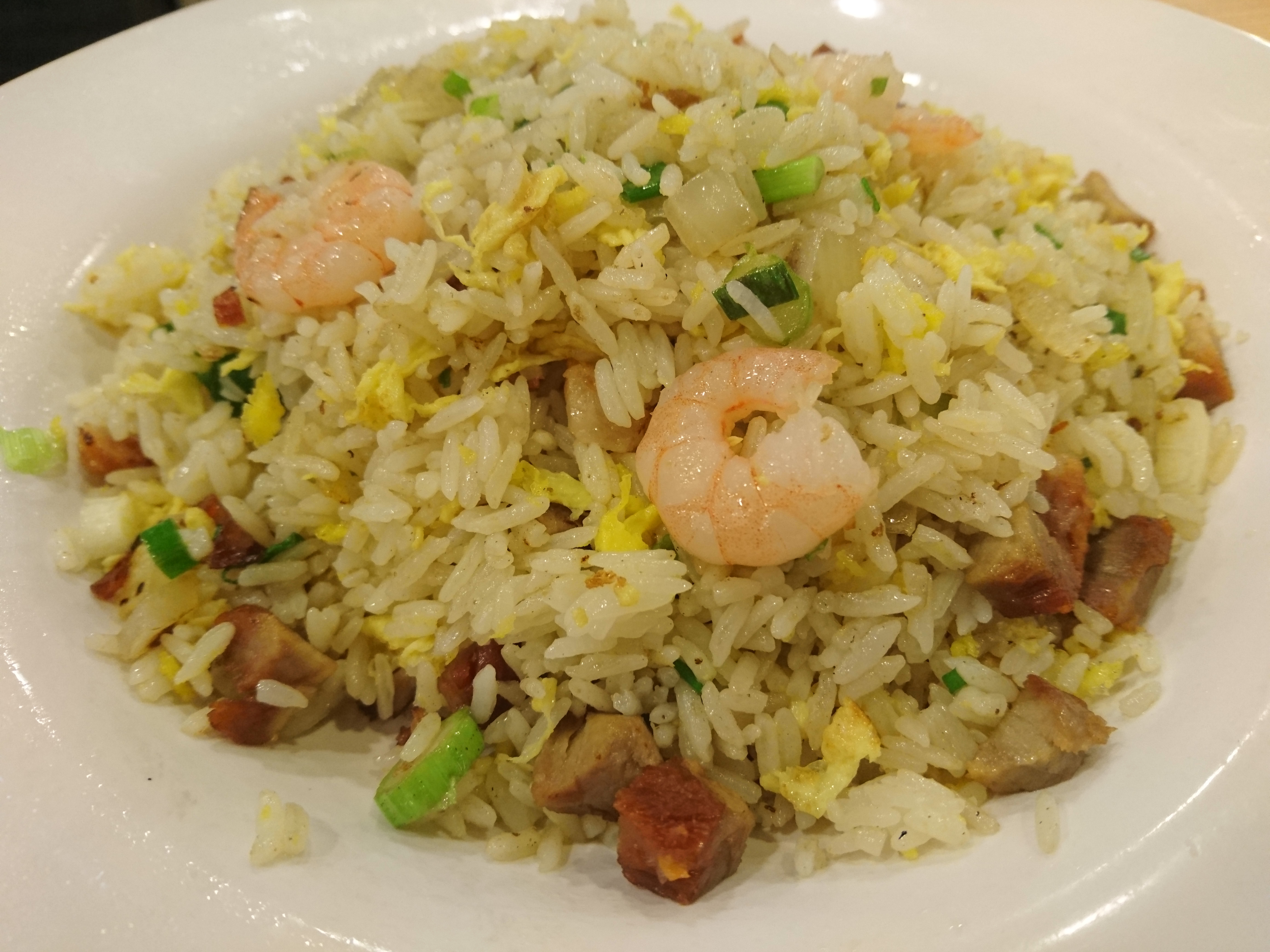
양저우 차오판
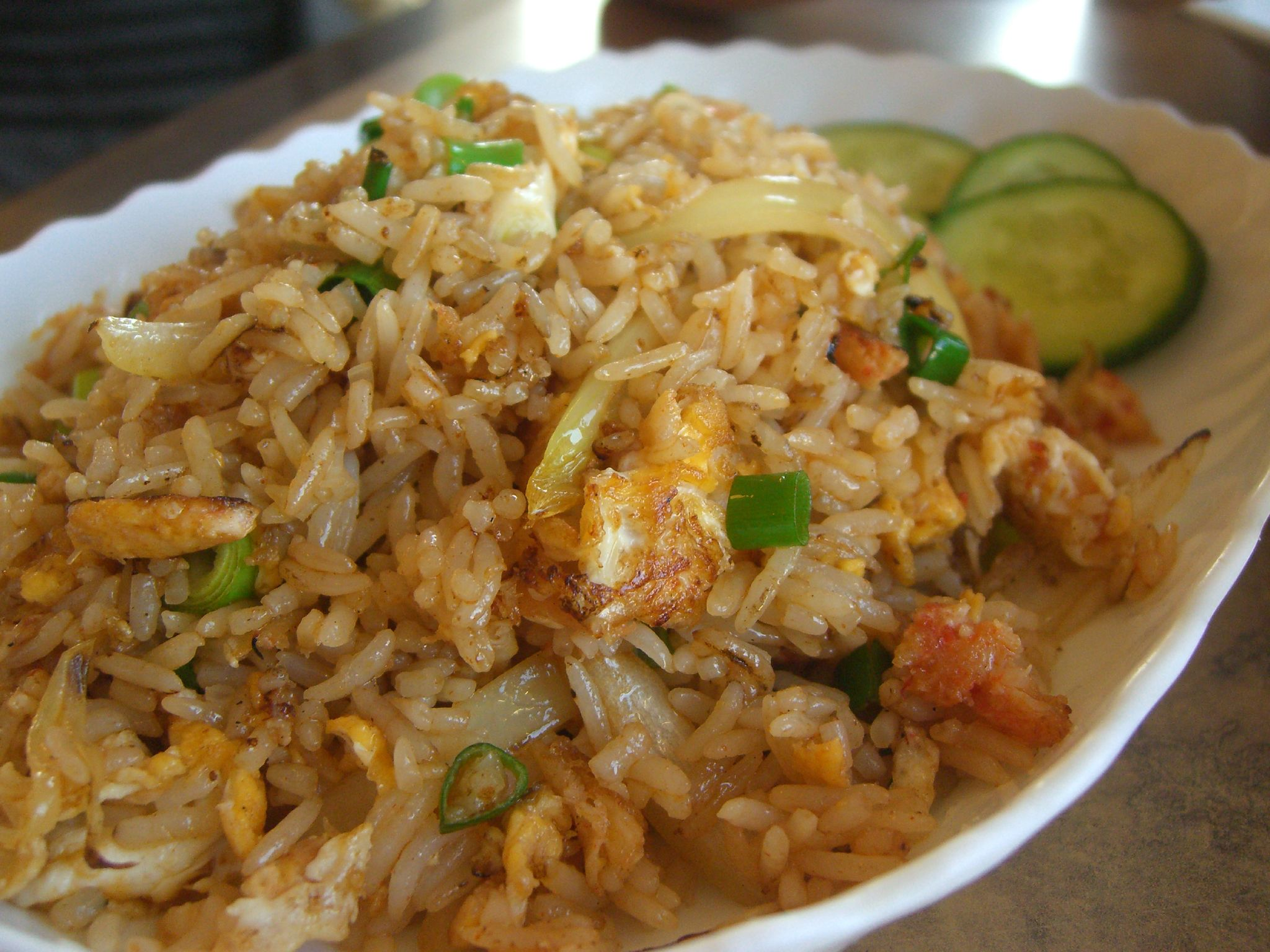
카오 팟

## 같이 보기
- 벤 친
- 비리아니
- 필라프
- 리소토
- 파에야
- 잠발라야